# Monumento a Calvo Sotelo
El Monumento a Calvo Sotelo (también Monumento a  José Calvo Sotelo) es un conjunto escultórico que se encuentra ubicado en la plaza de Castilla, al final del paseo de la Castellana (en el norte de Madrid), dedicado al político José Calvo Sotelo, asesinado tres días antes del inicio de la guerra civil.

## Descripción
La escultura del político es obra del escultor Carlos Ferreira así como la escultura de la parte posterior "el dolor" y los bajorrelieves laterales. El conjunto y la propia elección de Ferreira corresponde al autor del proyecto, el arquitecto Manuel Manzano-Monís y Mancebo, que ganó el concurso nacional celebrado en 1957. Emplea como material constructivo piedra de colmenar que envuelve un núcleo de hormigón armado. Originalmente, ocupó el centro de la plaza de Castilla y estaba enmarcado por un fondo arbóreo de chopos que creaba el remate de la avenida. El conjunto fue desmontado y restaurado de acuerdo con el proyecto original y la aquiescencia del autor del proyecto en 1992. La obra fue dirigida por el arquitecto Manuel Manzano-Monís y López-Chicheri, hijo del anterior, que utilizó para ello los planos originales de su padre.

## Historia
Fue inaugurado oficialmente el 13 de julio de 1960 por el Generalísimo Francisco Franco en recuerdo del diputado de derechas asesinado en la madrugada del 13 de julio de 1936 tras haber sido detenido irregularmente en su casa por un grupo de guardias de Asalto y de milicianos socialistas, dos de ellos pertenecientes a «La Motorizada», bajo el mando del capitán de la Guardia Civil de paisano Fernando Condés. Durante el traslado fue asesinado mediante dos tiros en la nuca por el pistolero socialista Luis Cuenca Estevas, guardaespaldas del entonces miembro del PSOE Indalecio Prieto. El suceso tuvo un hondo impacto entre la clase media española de la época y polarizó aún más el ya tenso ambiente político que reinaba entonces. Este suceso fue utilizado por el general Franco para justificar su adhesión al golpe de Estado que desde hacía tiempo se preparaba contra la República. En la dictadura franquista Calvo Sotelo fue honrado como «protomártir» de la Cruzada.
En la inauguración del monumento el 13 de julio de 1960 (vigésimo cuarto aniversario del asesinato de Calvo Sotelo) el Generalísimo Franco pronunció un discurso en el que dijo:

La muerte de Calvo Sotelo por los propios agentes encargados de la seguridad fue la demostración palpable de que, rotos los frenos, la Nación se precipitaba vertiginosamente en el comunismo. Ya no cabían dudas ni vacilaciones: el asesinato, fraguado desde el Poder, del jefe más destacado de la oposición, unió a todos los españoles en unánime y ferviente anhelo de salvar a España. Sin el sacrificio de Calvo Sotelo la suerte del Movimiento Nacional pudo haber sido muy distinta. Su muerte alevosa venció los naturales escrúpulos de los patriotas, marcándoles el camino de un deber insoslayable.